# Nelson Ramos
Nelson Ramos (Popayán, 23 novembre 1981) è un ex calciatore colombiano, di ruolo portiere.

## Palmarès

### Club

#### Competizioni nazionali
- Campionato colombiano: 1

Deportivo Cali: 1998